# Lobosh Peak
Der Lobosh Peak (englisch; bulgarisch връх Лобош wrach Lobosch) ist ein 1000 m hoher und vereister Berg im Süden der Trinity-Halbinsel des Grahamlands auf der Antarktischen Halbinsel. Er ragt 15,5 km südwestlich des Povien Peak, 7,11 km westlich bis südlich des Petkow-Nunataks, 3,12 km nordwestlich des Gipfels des Kopito Ridge, 5,18 km nordnordöstlich des Mureno Peak und 8,34 km ostnordöstlich des Seydol Crag östlich des oberen Abschnitts des Boydell-Gletschers in den nordöstlichen Ausläufern des Detroit-Plateaus auf.
Die bulgarische Kommission für Antarktische Geographische Namen benannte ihn 2011 nach der Ortschaft Lobosch im Westen Bulgariens.